# IIHF Women’s Challenge Cup of Asia 2010
Der IIHF Women’s Challenge Cup of Asia 2010 war die erste Austragung des durch die Internationale Eishockey-Föderation IIHF durchgeführten Wettbewerbs. Das Turnier wurde vom 10. bis 14. April 2010 in der chinesischen Millionenmetropole Shanghai ausgetragen. Gespielt wurde in der Eislaufhalle der Shanghai-Universität.
Den Titel sicherte sich die Volksrepublik China, die sich im Finalspiel knapp mit 2:1 gegen Japan durchsetzte.

## Modus
Es nahmen vier Mannschaften teil. Nach einer Vorrunde im Rundensystem wurden Finalspiele um die Medaillen ausgetragen.

## Austragungsort
| \| Shanghai \|                 |
| Austragungsort des Wettbewerbs |
| Shanghai                       |

| Shanghai |

## Turnierverlauf

### Vorrunde
| 10. April 2010 15:00 Uhr (Ortszeit) | Japan | 7:2 (4:0, 0:1, 3:1) Spielbericht | Volksrepublik China II | Shanghai-Universität, Shanghai |

| 10. April 2010 19:30 Uhr | Volksrepublik China | 8:3 (6:0, 0:1, 2:2) Spielbericht | Nordkorea | Shanghai-Universität, Shanghai |

| 11. April 2010 15:00 Uhr | Nordkorea | 6:3 (4:0, 0:2, 2:1) Spielbericht | Volksrepublik China II | Shanghai-Universität, Shanghai |

| 11. April 2010 19:30 Uhr | Volksrepublik China | 8:0 (2:0, 2:0, 4:0) Spielbericht | Japan | Shanghai-Universität, Shanghai |

| 13. April 2010 15:00 Uhr | Nordkorea | 2:5 (1:0, 1:3, 0:2) Spielbericht | Japan | Shanghai-Universität, Shanghai |

| 13. April 2010 19:30 Uhr | Volksrepublik China | 13:1 (2:0, 4:1, 7:0) Spielbericht | Volksrepublik China II | Shanghai-Universität, Shanghai |

| Pl. |                        | Sp | S | U | N | Tore  | Punkte |
| 1.  | Volksrepublik China    | 3  | 3 | 0 | 0 | 29:04 | 9      |
| 2.  | Japan                  | 3  | 2 | 0 | 1 | 12:12 | 6      |
| 3.  | Nordkorea              | 3  | 1 | 0 | 2 | 11:16 | 3      |
| 4.  | Volksrepublik China II | 3  | 0 | 0 | 3 | 06:26 | 0      |

Abkürzungen: Pl. = Platz, Sp = Spiele, S = Siege, U = Unentschieden, N = Niederlagen

### Finalrunde
Spiel um Platz 3
| 14. April 2010 15:00 Uhr (Ortszeit) | Nordkorea | 3:0 (1:0, 2:0, 0:0) Spielbericht | Volksrepublik China II | Shanghai-Universität, Shanghai |

Finale
| 14. April 2010 19:30 Uhr | Volksrepublik China | 2:1 (0:0, 0:0, 2:1) Spielbericht | Japan | Shanghai-Universität, Shanghai |